# Vitold de Golish
 (juin 2023).
Si vous disposez d'ouvrages ou d'articles de référence ou si vous connaissez des sites web de qualité traitant du thème abordé ici, merci de compléter l'article en donnant les références utiles à sa vérifiabilité et en les liant à la section « Notes et références ».
Le comte Vitold de Golish, né le 9 avril 1921 à Złoczów en Pologne (aujourd'hui en Ukraine) et mort le 17 juillet 2003 à Heudreville-en-Lieuvin, est un explorateur et écrivain ., d'expression française, productif à partir des années 1950.

## Biographie
Vitold de Golish est né à Złoczów en Pologne le 4 avril 1921.  
Autant archéologue qu'ethnologue, conférencier ou cinéaste, il vécut dans l'Eure où il fut adjoint au maire de la commune euroise d'Heudreville-en-Lieuvin. Dans son petit « manoir du val » pourvu d'une jolie petite tour, il consacra sa vie à faire rêver, par le récit de ses aventures et ses expériences d'explorateur et d'archéologue, non seulement les lecteurs mais aussi les spectateurs de ses films long-métrage projetés pendant les conférences qu'il donnait régulièrement en France et à l'étranger.
Arrivé très jeune en France, patrie de ses ancêtres, il entreprend des études d'architecture à l'école des Beaux-Arts de Paris.
Commence alors sa vocation de voyageur. Passionné par l'Asie, il organise en 1950 une expédition vers l'Inde, baptisée « Tortue », en raison de sa grande lenteur. C'est le début d'une extraordinaire fidélité à ce pays : vingt-trois séjours, représentant près de quinze années de sa vie à rencontrer des tribus étranges, notamment celle des Femmes-Girafes et Femmes-Éléphants, à étudier des temples et monastères...
La chance s'offre à lui dans l'univers des Maharajahs. Pour avoir écrit leur Histoire générale, il reçoit le titre de Rajah, distinction exceptionnelle pour un Européen, ce qui lui permet de rapporter un témoignage unique, tant écrit que filmé sur leur vie intime.
Durant les années 1960, il participe régulièrement à l'émission de Pierre Sabbagh Le Magazine des explorateurs. Il a publié des reportages dans Paris Match et présenté des conférences dans les circuits Connaissance du monde.

## Publications
- L'Inde des paradis perdus, Robert Laffont, 1990, 242 p.  (ISBN 2-221-05704-X) (photos de Jean-Noël Golish)
- Au pays des femmes girafes, expéditions 1955 et 1957 en Birmanie", Arthaud, (1958)
- L'Inde impudique des maharajahs, Robert Laffont, 1973, 259 p.  (ISBN 2-221-00475-2)
- L'Inde des ahurissantes réalités Robert Laffont, 1980 (ou 1971 ?)
- L'Inde aux mille visages Nestlé, Peter, Cailler, Kohler, 1963
- La Birmanie Nestlé, Peter, Cailler, Kohler, 1963
- Fascinant Mexique, Ken-Art Genève,
- L'Inde Inexplorée, Arthaud, Paris 1954
- L'Inde Images Divines, Arthaud, Paris 1955
- Mambakan et Velou'', John Day, New York 1956
- Au Pays des Femmes-Girafes, Arthaud, Paris 1958
- Au village des cous de cuivre, Ed. de Navarre, Paris 1959
- Konarak, Temple de l'Amour, Club des Livres Précieux, Paris 1960
- Mésaventures de Radjah, Bruxelles 1962
- Images de Birmanie, N.P.K. Genève
- Splendeur et Crépuscule des Maharajahs, Hachette, Paris 1963
- Geishas et Mandarins, Beckers, Anvers
- Fabuleux Japon, Hachette, Paris 1964
- Trésors de l'Inde, Hachette
- 15 ans d'aventures aux Indes, Flammarion
- Un Royaume en or, Flammarion
- Sultanes, Harems de Malaisie, Ed. de Bruxelles